# Out on the Weekend
«Out on the Weekend» es una canción del músico canadiense de folk rock Neil Young. Fue publicada como la canción de apertura de su cuarto álbum de estudio Harvest (1972).

## Música y letra
«Out on the Weekend» es una balada de música country. El profesor de música Ken Bielen la describe como una “canción de pop fluida”. The Stray Gators proporcionan la música de fondo. Matthew Greenwald, crítico de Allmusic, describe la interpretación de Ben Keith en la guitarra de acero con pedal como lo más destacado de la canción. El biógrafo David Downing describe su forma de tocar con la guitarra de acero con pedal como si tuviera una “pureza de cielo azul”. De acuerdo a Greenwald, la música tiene una “melodía de búsqueda y anhelo que tiene el elemento de infinito y viaje” que refleja perfectamente el tema de la letra. El editor de Sound on Sound Sam Inglis describe el estado de ánimo de la canción como “de resignación, tal vez incluso de agotamiento”.
La canción comienza describiendo a un hombre que se aleja de la gran ciudad. Aunque el cantante está viajando, el está reflexionando sobre su pasado con lo que Downing describe como “lleno de alegría con la que no puede relacionarse, flotando en una especie de tristeza soñadora”. La letra luego toma el tema de los amantes que se sienten solos porque no pueden conectarse. El crítico de música Nigel Williamson describe la letra como un reflejo de una “ambivalencia emocional”. Hay un contraste entre imágenes reconfortantes como una mujer que es “tan hermosa que está en la mente [del cantante]” y “su gran cama de latón” y un “nuevo día” contra las imágenes de “un niño solitario" que “no puede relacionarse con la alegría” y está “muy deprimido hoy”.
Young reconoció este contraste y afirmó: “Incluso cuando estoy feliz, parece que no lo estoy y cuando trato de decir que estoy feliz, trato de disfrazarlo“. Sobre el niño que no puede relacionarse con la alegría, Young declaró que “simplemente significa que estoy tan feliz que no puedo expresarlo todo. Pero no suena feliz. La forma en que lo escribí suena triste, como si tratara de ocultarlo“.
Young ha declarado que esta canción, así como «Harvest» y «Heart of Gold» del mismo álbum, se inspiraron en su entonces floreciente amor por la actriz Carrie Snodgress.

## Recepción de la crítica
Bielen afirma que «Out on the Weekend» tiene un “gancho pegadizo” y podría haber sido un éxito si se hubiera publicado como sencillo. Según el crítico de música Johnny Rogan, la línea de apertura de “Think I'll pack it and buy a pickup” es una de las mejores expresiones de Young del “cansancio relajado de las estrellas”. Inglis la describe como “una canción relativamente ligera”, pero reconoce que “ejemplifica la delicadeza en el corazón del sonido de Harvest”. Inglis siente que esa combinación de la “estética de banda de garaje“ de Young con el “profesionalismo de Nashville” “funcionó perfectamente” en «Out on the Weekend». Por otro lado, en su reseña inicial para el álbum Harvest, el crítico de la revista Rolling Stone, John Mendelsohn, criticó la interpretación de The Stray Gators como una “imitación flácida” de la otra banda de acompañamiento de Young de la época, Crazy Horse.
Lady Gaga hizo una versión de un verso de «Out on the Weekend» dentro de su canción «Fooled Me Again, Honest Eyes».